# Euxoa fissa
Euxoa fissa är en fjärilsart som beskrevs av Otto Staudinger 1895. Euxoa fissa ingår i släktet Euxoa och familjen nattflyn. Inga underarter finns listade i Catalogue of Life.

## Bildgalleri

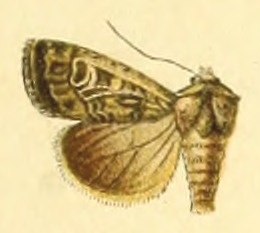